# Placa Leopold von Buch
La Placa Leopold von Buch (en alemany, Leopold-von-Buch-Plakette) de la Deutsche Geologische Gesellschaft (Societat de Geologia d'Alemanya, DGGV) es concedeix anualment des de 1946 a científics estrangers per assoliments destacats en geociències. S'anomena així en memòria de Christian Leopold von Buch.

## Premiats[2]
- 1946 Hans Stille
- 1947 No concedida
- 1948 Serge von Bubnoff, Hans Cloos, Walther Gothan, Friedrich von Huene, Otto Heinrich Schindewolf
- 1949 No concedida
- 1950 No concedida
- 1951 Wilhelm Petrascheck
- 1952 Paul Fallot
- 1953 William Joscelyn Arkell
- 1954 Olaf Holtedahl
- 1955 Walter Hermann Bucher
- 1956 Teiichi Kobayashi
- 1957 August Buxtorf
- 1958 Traugott Gevers
- 1959 Felix Andries Vening-Meinesz
- 1960 Darashaw Nosherwan Wadia
- 1961 Dimitri Nalivkin
- 1962 Pentti Eelis Eskola
- 1963 William Drumm Johnston
- 1964 Nils Harald Magnusson
- 1965 Radim Kettner
- 1966 Eberhard Clar
- 1967 No concedida
- 1968 William van Leckwijck
- 1969 Alexis Bogdanoff
- 1970 Wladyslaw Pozaryski
- 1971 No concedida
- 1972 Alfred Georg Fischer
- 1973 Rudolf Trümpy
- 1974 Ioannis Papastamatiou
- 1975 Jan Houghton Brunn
- 1976 William Winn Hay
- 1977 Quido Záruba
- 1978 André Delmer
- 1979 Henri Schoeller
- 1980 Emilie Jäger
- 1981 Kingsley Dunham
- 1982 Digby McLaren
- 1984 Elemér Szádecsky-Kardoss
- 1984 Marcel Arnould
- 1985 Xu Jie
- 1986 Jovan Stöcklin
- 1987 Eugenij Pinneker
- 1988 Raymond A. Price
- 1989 Jozef Bouckaert
- 1990 John Imbrie
- 1991 Heinrich Jäckli
- 1992 Louis Courel
- 1993 Peter A. Ziegler
- 1994 No concedida
- 1995 Sierd Cloetingh
- 1996 Maurice Mattauer
- 1997 Anthony Hallam
- 1998 Ian Plimer, Antoni Kleczkowski, Heinrich D. Holland, Jean Dercourt
- 1999 Hans Peter Schönlaub
- 2000 Francesco Hervé
- 2001 Peter Wyllie
- 2002 Marc Hunnington
- 2003 Daniel Bernoulli
- 2004 Peter J. Cook
- 2005 Chen Mengxiong, Jean-Paul Poirier
- 2006 Fritz F. Steininger
- 2007 Societat Geològica de Londres
- 2008 Eugen Seibold
- 2009 Tanya Atwater
- 2010 Yujiro Ogawa
- 2011 Stefan M. Schmid
- 2012 Heinz Kozur
- 2013 Stanislav Vrána[3]
- 2015 Trond Helge Torsvik[4]
- 2016 Brian Frederick Windley